# Узункёль
Узункёль (алт. Узун Кӧль) — озеро на Улаганском плато в Алтайских горах на территории Улаганского района Республики Алтай. Площадь поверхности — 1,2 км². Площадь водосборного бассейна — 15,1 км². Длина озера — 2,8 км, ширина — 630 м, наибольшая глубина — 28 м.
Расположено в верховьях правого притока реки Чибитки, на высоте 1985 м над уровнем моря. Это самый большой водоём в бассейне этой реки.
Вытекающий из озера ручей проходит через цепь озёр и впадает в реку Чибитка справа.
На северо-восточном берегу расположена одноимённая турбаза.
Код водного объекта — 13010100311115100000311.

## Галерея

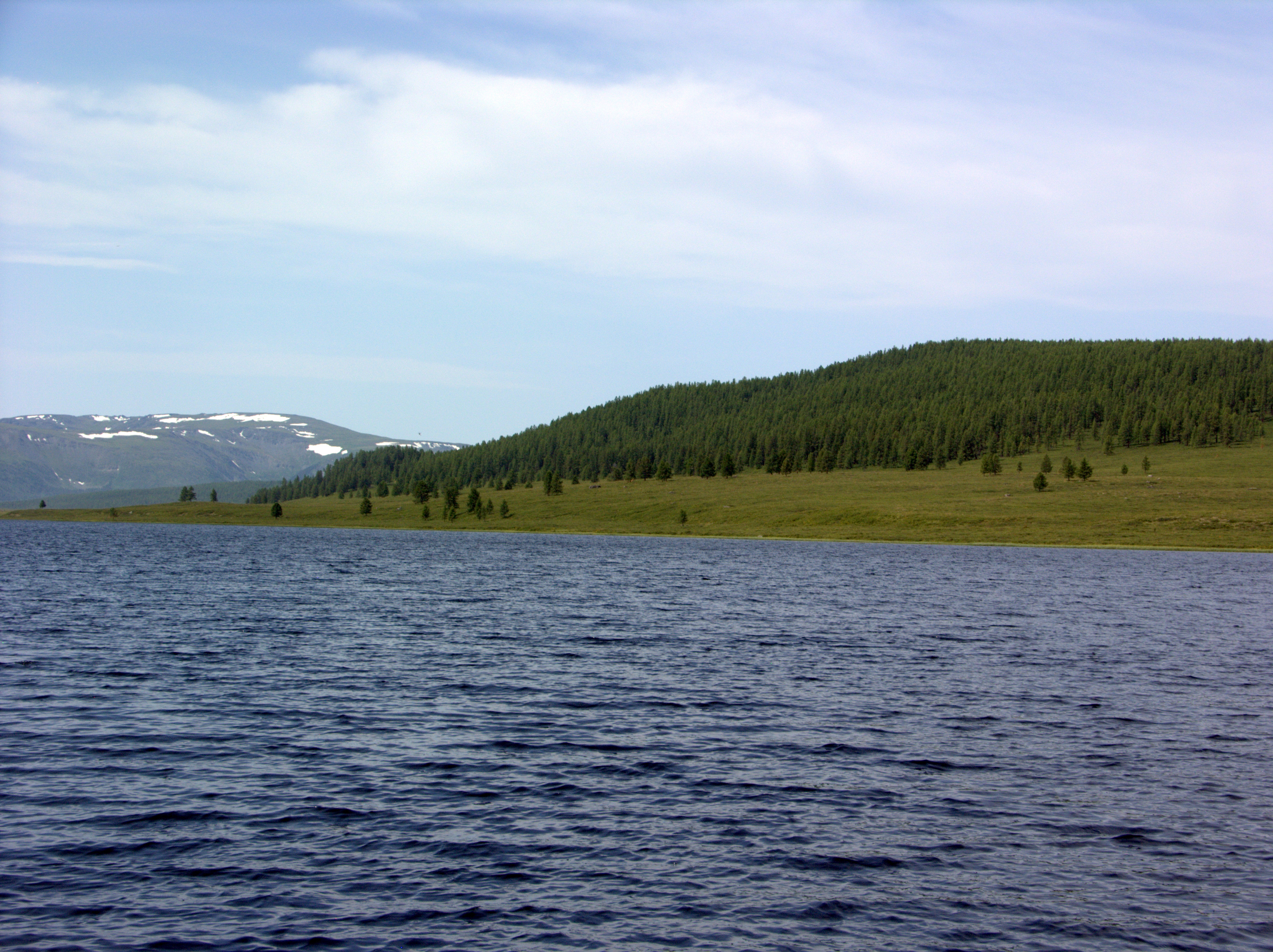
Озеро Узункёль.
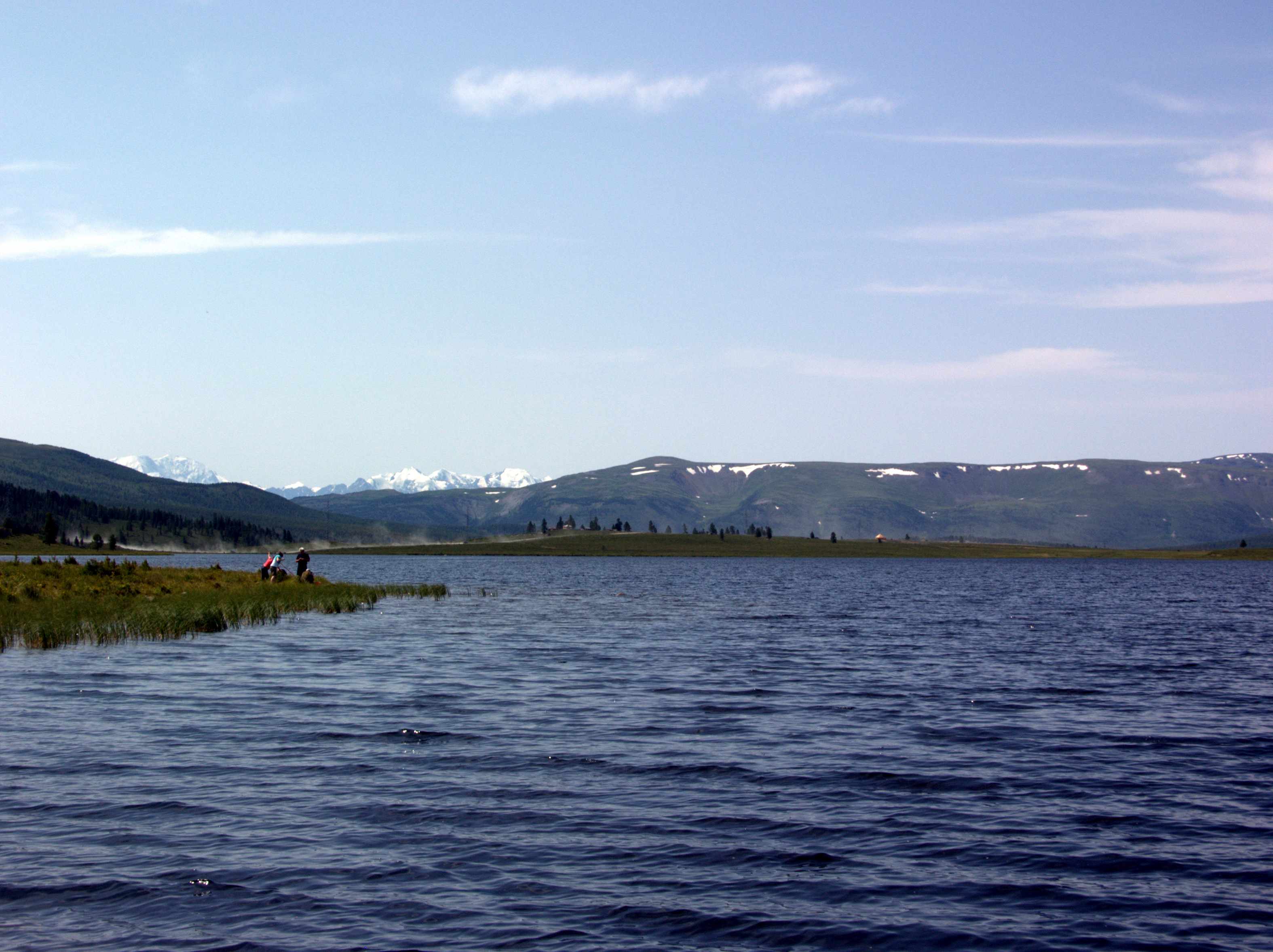
Озеро Узункёль.
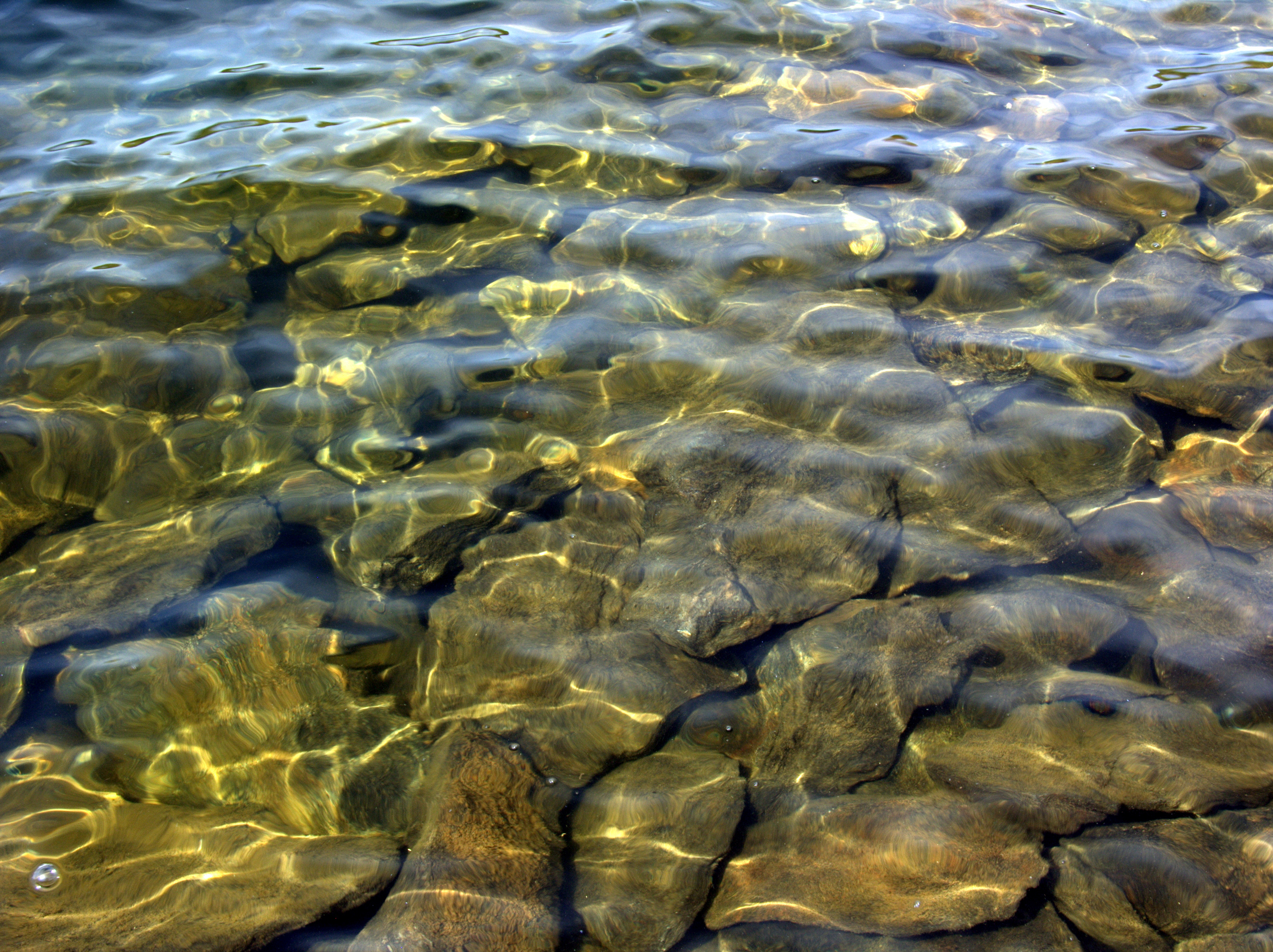
Чистая вода озера Узункёль.
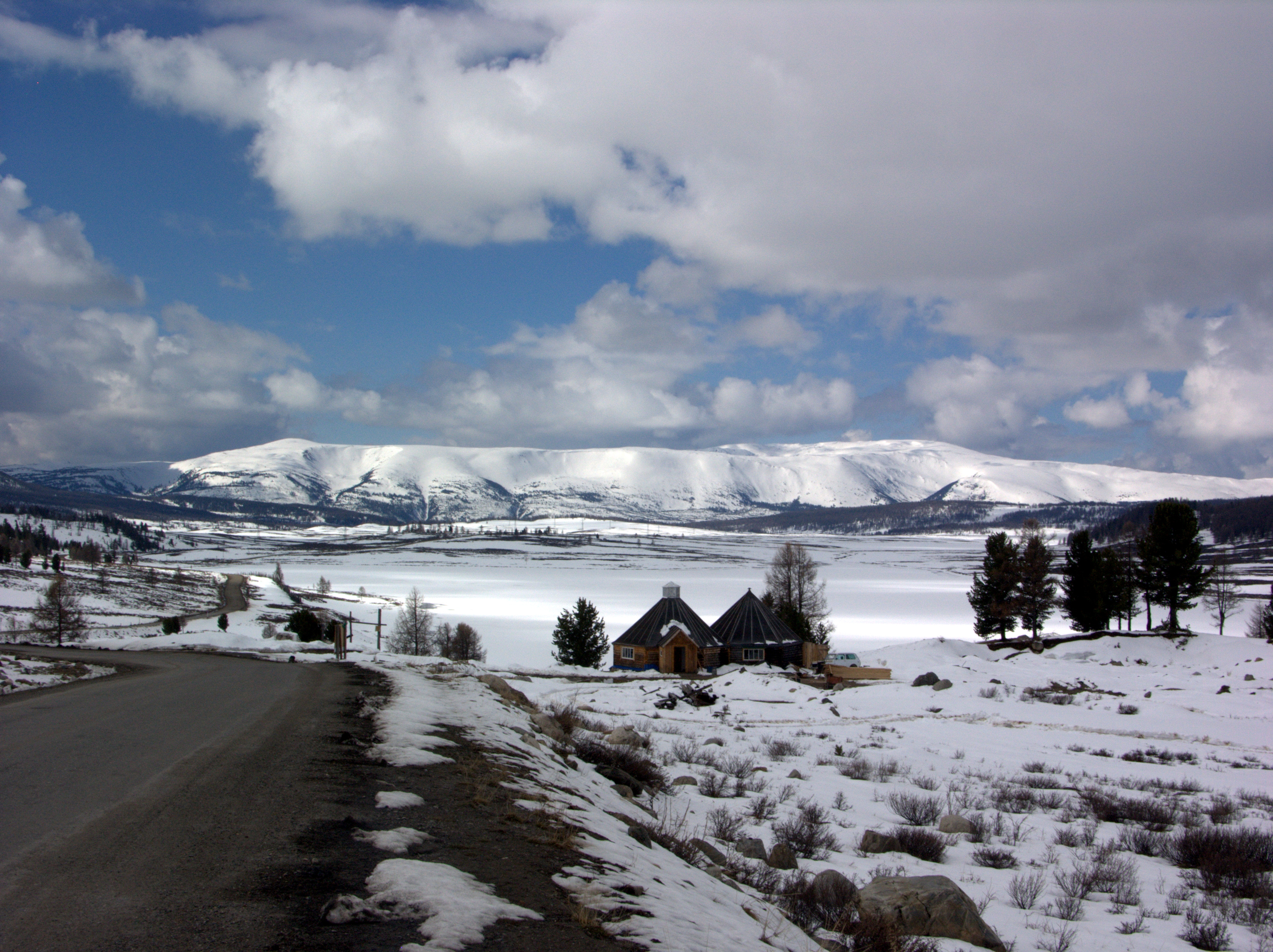
Озеро и одноимённая турбаза Узункёль зимой.